# Alfredo Semprún Ramos
Alfredo Semprún Ramos fue un guardia civil y militar español.

## Biografía
En julio de 1936, al estallar la Guerra civil, se encontraba destinado en el 4.º Tercio en Madrid con la graduación de comandante. Se mantuvo fiel a la República, integrándose en la Guardia Nacional Republicana (GNR) y alcanzando el rango de teniente coronel. En mayo de 1937 fue nombrado comandante de la 124.ª Brigada Mixta, en el Frente de Aragón. Posteriormente fue enviado al frente Norte, donde mandó 2.º sector del Sitio de Oviedo y la 3.ª División asturiana.
Tras la caída del frente Norte regresó a la zona centro republicana, si bien no volvió a desempeñar puestos relevantes. 